# Antillicharis sibilans
Antillicharis sibilans är en insektsart som först beskrevs av Henri Saussure 1878.  Antillicharis sibilans ingår i släktet Antillicharis och familjen syrsor. Inga underarter finns listade i Catalogue of Life.